# Porta Esquilina
Porta Esquilina era um portão da antiga Muralha Serviana. Segundo a tradição, sua construção remonta ao século VI a.C., quando se acredita que a muralha teria sido construída pelo rei Sérvio Túlio. Porém, segundo os estudiosos modernos e as evidências arqueológicas, ela seria do século IV a.C..

## Localização
A Porta Esquilina se abria entre Roma e o monte Esquilino, a leste da cidade e que servia, na época republicana, como cemitério. Depois, a região foi tomada pelos mais belos jardins dos imperadores romanos, como os Jardins de Mecenas. Ao norte da Porta Esquilina estava o áger (aterro), uma seção fortificada da Muralha Serviana. A sudoeste estavam alguns monumentos notáveis, como a Casa Dourada de Nero, as Termas de Tito e as Termas de Trajano. Duas grandes estradas romanas, a via Labicana e a via Prenestina, partiam da Porta Esquilina, mas deixavam Roma como uma única via até se separarem definitivamente perto da muralha exterior da cidade, a Muralha Aureliana.

## História
Seguindo o conceito do pomério, aparentemente havia uma "tradição" não oficial romana de que certos tipos de assassinatos deveriam ser realizados "fora" da cidade e, por isso, diversos autores antigos incluem a Porta Esquilina em suas descrições de atos do tipo. Por exemplo, Cícero conta que a morte de Asino de Larinum teria ocorrido "fora da Porta Esquilina" e Tácito afirma que o astrólogo Públio Márcio teria sido executado pelos cônsules fora da Porta Esquilina.
A Porta Esquilina também foi mencionada na literatura antiga como uma importante via de entrada e saída de Roma. Lívio narra o plano estratégico do cônsul Valário para atrair salteadores etruscos que atacavam os romanos. Valário ordenou que o gado, que havia sido recolhido para o interior da muralha por segurança, fosse retirado pela Porta Esquilina para que os etruscos fossem atraídos para o sul para que os romanos pudessem emboscá-los e envolvê-los por todos os lados. Cícero, num discurso minimizando a grandiosidade dos triunfos, menciona como ele pisoteou seus louros macedônios ao entrar na cidade pela Porta Esquilina, o que sugere que este portão era utilizado para os triunfos da época. Outro exemplo é a descrição de Plutarco sobre a primeira marcha sobre Roma de Sula, que ordenou que a Porta Esquilina fosse conquistada e enviou algumas de suas forças para tomá-la. Porém, pedras e tijolos foram atirados nelas por cidadãos romanos que Mário havia recrutado para defender a cidade.
Inicialmente, a Porta Esquilina era um arco simples construído no século I d.C., que depois foi transformado numa estrutura tripla no século III que alcançava 8,8 metros de altura, uma obra patrocinada pelo equestre Marco Aurélio Vítor em 262 em homenagem ao imperador romano Galiano. Apesar de as evidências arqueológicas terem revelado sinais das fundações de um pilar a mais, os arcos adicionais de Aurélio Vítor não sobreviveram e atualmente apenas o arco central original permanece no local.